# Vrchní soud v Olomouci
Vrchní soud v Olomouci je vrchní soud se sídlem v Olomouci s působností pro většinu Moravy a celé české Slezsko. Pro většinu Čech je pak zřízen Vrchní soud v Praze. Rozhoduje o odvoláních proti rozhodnutím krajských soudů jako soudů prvního stupně (nejzávažnější trestné činy, insolvenční řízení, spory ve věcech obchodních korporací, hospodářské soutěže, duševního vlastnictví, směnek a šeků apod.).
Soud se nachází v historické budově dřívějších zeměbraneckých kasáren na Masarykově třídě. Předsedou soudu je JUDr. Václav Čapka, místopředsedy nebo pověřenými zastupovat místopředsedu JUDr. Martina Kouřilová, Ph.D. (trestní úsek), Mgr. Diana Vebrová (insolvenční úsek) a JUDr. Zdeňka Šindelářová (občanskoprávní úsek).

## Soudní obvod
Do obvodu Vrchního soudu v Olomouci patří obvody těchto krajských soudů:
- Krajský soud v Brně (včetně poboček ve Zlíně a Jihlavě)
- Krajský soud v Ostravě (včetně pobočky v Olomouci)

## Historie
Na území Moravy a českého Slezska původně působil mezi lety 1850–1949 Vrchní zemský soud v Brně. Po vzniku České republiky byly vrchní soudy obnoveny, nicméně bylo stanoveno, že pro východní část republiky vznikne soud v Olomouci. Ten byl ale na rozdíl od Vrchního soudu v Praze, který vznikl už roku 1993 transformací z již existujícího republikového nejvyššího soudu, založen nově a fungovat začal až k 1. lednu 1996. Do té doby jeho agendu vykonával pražský vrchní soud.

## Předsedové soudu
- JUDr. Jaroslav Holubec (1997–2012[4][5])
- JUDr. Robert Gryga (2012–2019[6][7])
- JUDr. Václav Čapka (od 2019)